# ラファージレイク・ダグラス駅

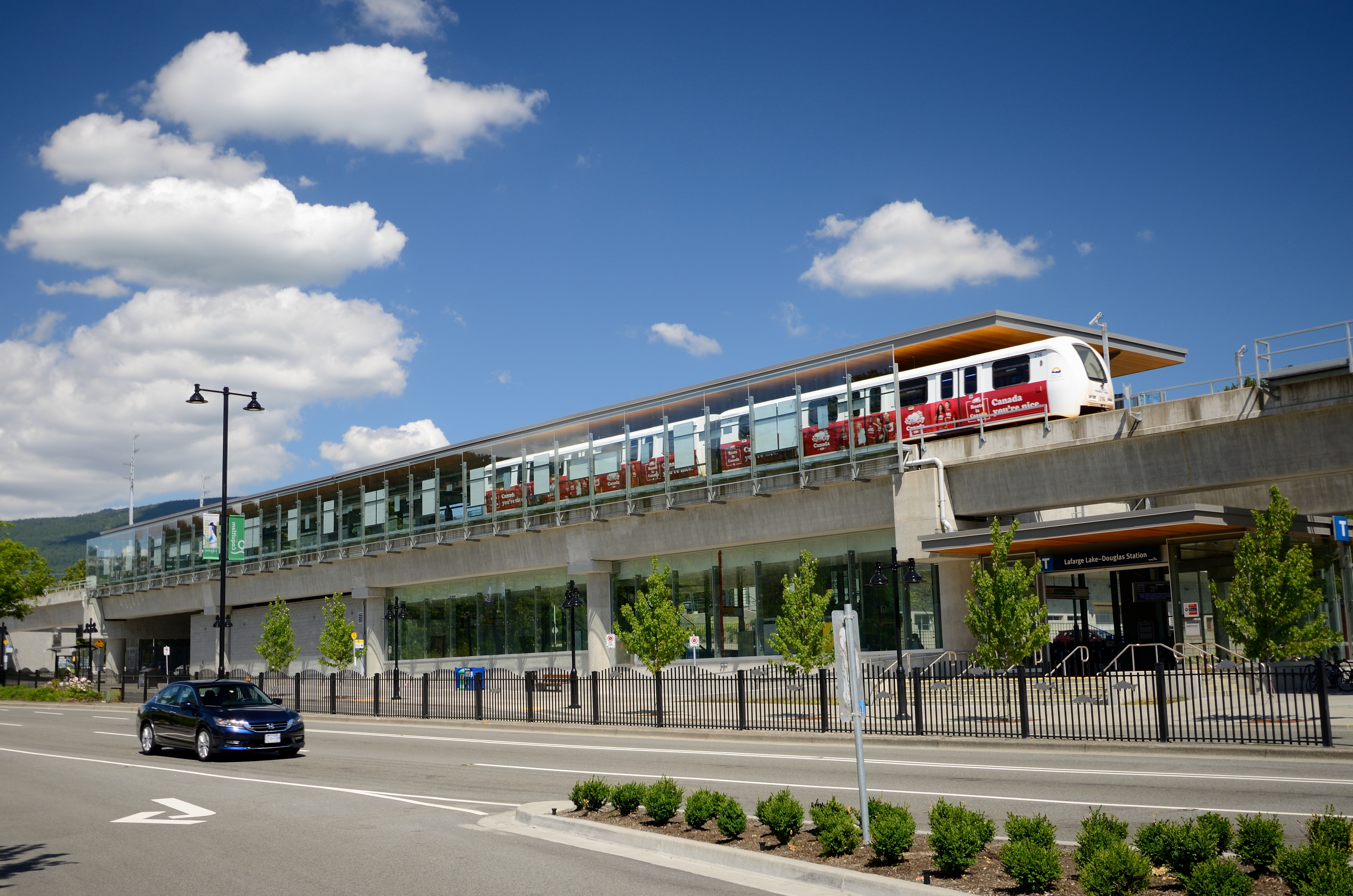
ラファージ湖 - ダグラス駅外部

ラファージレイク・ダグラス駅（英: Lafarge Lake–Douglas Station）は、カナダのブリティッシュコロンビア州コキットラムにある、スカイトレインミレニアム・ラインの駅である。
2016年12月2日に開業した。
ミレニアム・ラインの終点である。

## 駅構造
島式1面2線の駅。
| ホーム | 路線              | 行先             |
| ------ | ----------------- | ---------------- |
| 1      | ■ミレニアムライン | VCC-クラーク方面 |
| 2      | ■ミレニアムライン | VCC-クラーク方面 |

## 駅周辺
施設
- ラファージ湖
- ダグラスカレッジ

バス路線
スカイトレインが運行しない深夜には夜行バスN9系統が運行している。
| 乗り場 | 路線 |
| ------ | --- |
| 1      | 183 系統 - ムーディー・センター駅 186 系統 - ハンプトン公園 188 系統 - ポートコキットラム駅 191系統 - プリンストン |
| 2      | コキットラム・セントラル駅方面: 183、186、188、191                                                                 |
| 3      | 160 系統 - クートニー・ループ N9 系統 - ダウンタウン（深夜バス)                                                    |
| 4      | ハンディダート |

## 隣の駅
■ミレニアムライン
リンカーン駅 - ラファージレイク・ダグラス駅